# La Tène
Cet article concerne la période protohistorique. Pour la commune de Suisse, voir La Tène (Neuchâtel). Pour le site archéologique, voir La Tène (site archéologique).
Subdivisions
La Tène ancien (-400 / -300)
La Tène moyen (-300 / -100)
La Tène récent (-100 / -25)
Objets typiques
Carnyx · torque · tombe à char · casque de Negau · poignard à antennes
La culture de La Tène, ou second âge du fer, est une culture archéologique qui se développe en Europe entre environ 450 et 25 av. J.-C. Considérée comme l'apogée de la culture celtique, elle succède à la culture de Hallstatt (1200 à 500 av. J.-C.) et s'achève avec la conquête romaine de la Gaule et avec les migrations germaniques vers le Sud de l'Allemagne actuelle. Son nom provient du site archéologique de La Tène découvert en 1857 à Marin-Epagnier, sur les bords du lac de Neuchâtel en Suisse. La Tène donne l'adjectif « laténien(ne) ».

## Historique
Les fouilles du site de La Tène ont débuté en 1857, avant la correction des eaux du Jura qui a abaissé le niveau du lac de Neuchâtel de près de 3 m. Menées par Hans Kopp, pêcheur et collecteur d'objets, et conduites par le colonel Friedrich Schwab, elles ont permis la découverte de nombreuses armes (épées) et parures.
En 1863, l'archéologue suisse Ferdinand Keller interprète les vestiges comme ceux d'un village celtique sur pilotis (influence des travaux de Pierre Jean Édouard Desor sur la « cité lacustre »), publiant ses conclusions en 1868 dans son premier rapport sur les palafittes suisses (Pfahlbaubericht).
Pierre Jean Édouard Desor, un géologue de Neuchâtel, considère le site comme une manufacture d'armes construite sur pilotis, puis détruite par un ennemi. Émile Vouga met au jour quantité d'objets dans un paléo-chenal et publie en 1885 Les Helvètes à La Tène, synthèse suivie de La Tène, un oppidum helvète de Victor Gross en 1886. Les recherches officielles de la commission des fouilles (1907-1917), dirigées par William Wavre, puis par Paul Vouga à partir de 1909, s'achèvent avec la publication en 1923 de La Tène : monographie de la station qui propose les hypothèses d'entrepôt, de poste de contrôle ou de douane.

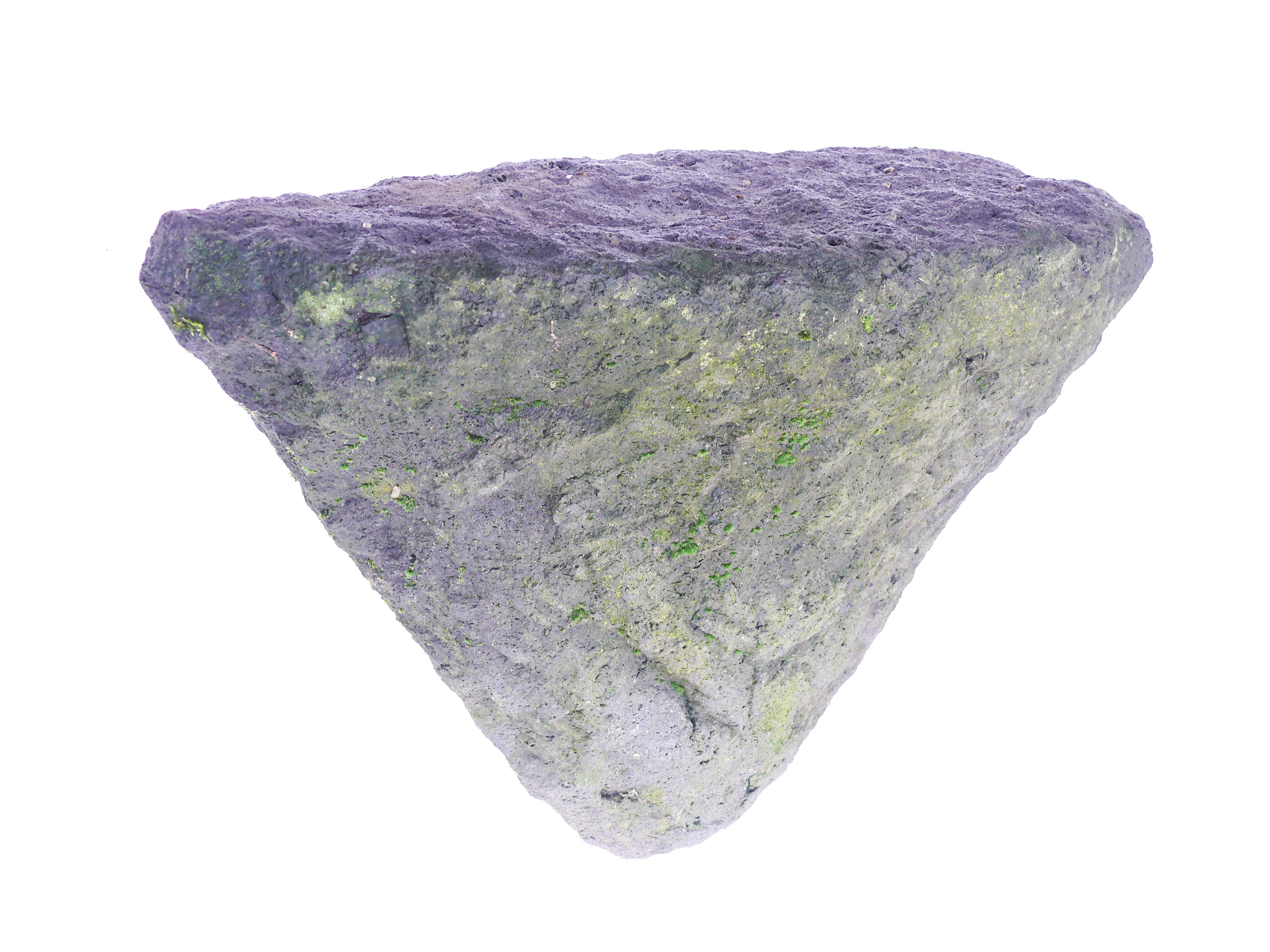
Meule à grains en basalte de la culture de La Tène.

En 2007, un bilan documentaire financé par le Fonds de recherche suisse est réalisé et aboutit à la publication La Tène : la recherche - les questions - les réponses.
Le musée archéologique Laténium, inauguré en 2001, a des « réserves ouvertes » pour voir les vestiges de La Tène.
Le site a livré une importante quantité d'objets et plusieurs habitats protohistoriques. Il a donné son nom au second âge du fer en 1872, lorsque l'archéologue suédois Bror Emil Hildebrand élabora une chronologie de la Protohistoire européenne, tandis que l'âge du fer ancien était nommé culture de Hallstatt.
L'interprétation qui prévaut toujours aujourd'hui est qu'il s'agit d'un site de sacrifices : deux ponts qui passaient sur l’antique rivière Thielle sont les points d’offrandes jetées directement dans l'eau d’un vaste sanctuaire de plein air, ou bien le culte fut pratiqué à partir de plates-formes sacrificielles sur les ponts et sur lesquelles ont été immolés des guerriers.

## Systèmes chronologiques

### Système de Tischler
En 1881, Otto Tischler proposa de subdiviser la période de La Tène en trois phases en fonction de la forme des épées et des fibules :
- phase ancienne, de -400 à -300 : fibule à pied libre (Duchkov) et épée à pointe effilée avec fourreau à bouterolle circulaire ;
- phase moyenne, de -300 à -100 : fibule à pied rattaché au sommet de l'arc, épée plus longue et fourreau à bouterolle pointue ou légèrement arrondie ;
- phase récente, de -100 à la fin de la République romaine : fibule avec cadre en guise de porte ardillon, épée à bout arrondi, de taille uniquement.

Ce système a servi par la suite de base pour les chronologies régionales.

### Systèmes allemand (Reinecke) et français (Déchelette)
La période a néanmoins été découpée à nouveau en quatre phases par Paul Reinecke en 1902 pour l'Allemagne, et par Joseph Déchelette qui corrige la chronologie de Tischler en 1914 pour la France. Déchelette ajoute notamment une phase « la Tène IV » pour les îles Britanniques :
- La Tène I (475 av. J.-C.à 300 av. J.-C.),
- La Tène II (300 av. J.-C.à 120 av. J.-C.)[4],
- La Tène III (jusqu'à la conquête romaine),
- La Tène IV (réservée aux îles Britanniques).

### Styles artistiques de Jacobsthal
En 1944, Paul Jacobsthal publie sa chronologie dans Early Celtic Art. Elle est fondée sur l'observation de quatre styles artistiques propres à l'espace celtique :
- Style ancien : -500 à -400
- Style de Waldalgesheim : -400 à -300
- Style plastique : début du IIIe siècle
- Style des épées hongroises : début du IIIe siècle

### Synthèse
- 460 av. J.-C. - 400 av. J.-C. : La Tène A ou La Tène I précoce
- 400 av. J.-C. - 320 av. J.-C. : La Tène B1 ou La Tène I moyenne
- 320 av. J.-C. - 260 av. J.-C. : La Tène B2 ou La Tène I tardive
- 260 av. J.-C. - 150 av. J.-C. : La Tène C ou La Tène II
- 150 av. J.-C. - 30 av. J.-C. : La Tène D ou La Tène III finale
  - avec La Tène D1 : 150[5] - 70 av. J.-C.
    - La Tène D1a : 150 - 120 av. J.-C.
    - La Tène D1b : 120 - 70 av. J.-C.

  - La Tène D2 : 70 - 30 av. J.-C.
    - La Tène D2a : 70 - 50 av. J.-C.
    - La Tène D2b : 50 - 30 av. J.-C.

F. Olmer ne sépare pas la Tène D2(b) du tout début de la période augustéenne (27 av. J.-C. - 14 apr. J.-C.).

## Histoire

### Repères chronologiques
- vers 600 av. J.-C. (culture de Hallstatt). Fondation de la colonie phocéenne de Massalia sur le territoire des Ségobriges.
- 396 av. J.-C. Les Celtes franchissent les Alpes à l'initiative d'Ambigat, le roi des Bituriges (Sénons, Andes, Insubres et Boïens).
- 386 av. J.-C. Défaite des Romains face aux Sénons sur l'Allia. 30 000 Celtes menés par Brennus rançonnent Rome.
- 367 av. J.-C. Des mercenaires celtes sont engagés contre les Thébains dans un corps expéditionnaire de Syracuse.
- 332 av. J.-C. Traité de paix entre Rome et les Sénons.
- Vers 300 av. J.-C. Venant de la moyenne vallée du Rhin et de la rive droite au nord du Main, les Belges arrivent en Gaule belgique.
- 279 av. J.-C. Sac de Delphes par les Celtes migrant vers l'Est.
- 232 av. J.-C. Le territoire des Sénons (ager gallicus) est confisqué par Rome.
- 218 av. J.-C. Incursion d'Hannibal en Gaule cisalpine. Soulèvement des Boïens contre Rome.
- 125 av. J.-C. Conquête de la Narbonnaise par Rome.
- Vers 82 à 44 av. J.-C. Les Boïens de Pannonie sont victimes de l'attaque des Daces menés par leur roi Burebista. Destruction de l'oppidum de Bratislava.
- 58 av. J.-C. Début de la guerre des Gaules.
- 52 av. J.-C. Défaite de l'armée gauloise de Vercingétorix à Alésia. Le chef gaulois est fait prisonnier par Jules César.
- 51 av. J.-C. Défaite des vaincus d'Alésia qui s'étaient réfugiés à Uxellodunum : la Gaule est sous contrôle romain.
- 9 à 6 av. J.-C. L'oppidum de Stradonice (Bohême) est incendié, probablement par les Germains : invasion des Marcomans. Suivi du développement d'une culture germanique sur ces terres.

### Essor culturel en continuité d'Hallstatt (Vesiècleav. J.-C.)
Conséquence d’une crise interne, de la réorganisation des circuits commerciaux ou des luttes entre Grecs et Étrusques pour le contrôle des échanges, les citadelles des Celtes du premier âge du fer, poumon des relations commerciales, sont abandonnées, bien que les échanges avec les étrusques se renforcent. La culture laténienne apparait au Ve siècle av. J.-C. comme une greffe culturelle sur le substrat hallstattien préexistant, et non d’une migration de populations. Cette transformation touche surtout une partie des populations celtiques situées entre les Alpes et les grandes plaines d’Europe centrale, sans affecter uniformément l’ensemble du monde celtique. La culture transite vers un mode de vie plus rural dominé par une chefferie guerrière[réf. nécessaire].
Des oppida remontant à la Tène, ont été identifiés en Belgique, en Ardenne, à Canteleux, près de Chièvres, au lieu-dit Chession, près de Han-sur-Lesse, à Belvaux, Flobecq, Gilly-Ransart, Gougnies, Orchimont, Sinsin et à la Montagne Saint-Pierre. Le centre des hauts plateaux schisteux de l’Ardenne est densément occupé vers 480/470 avant notre ère par des Celtes. Leur culture nous est essentiellement connue par les vestiges funéraires (les tombelles) qui constellent l’Ardenne. Quelque 150 sites totalisant près de 600 tertres ont été repérés. Venant de la moyenne vallée du Rhin et de la rive droite au nord du Main, les Belges arrivent dans la région vers 300 av. J.-C. Ils y supplantent les Gaulois.
Une transition artistique, religieuse et sociale est notable au Ve siècle av. J.-C. et correspond non pas à une période de crise mais à une période d'essor culturel dans lequel le monde celtique reste stable, enraciné dans ses traditions, et connaît un développement rapide de ses structures culturelles et économiques. Ce n’est qu’à la fin de ce siècle que des ruptures apparaîtront.

### Expansion (IVe–IIesiècleav. J.-C.)

#### Invasion de l'Italie (IVesiècleav. J.-C.)

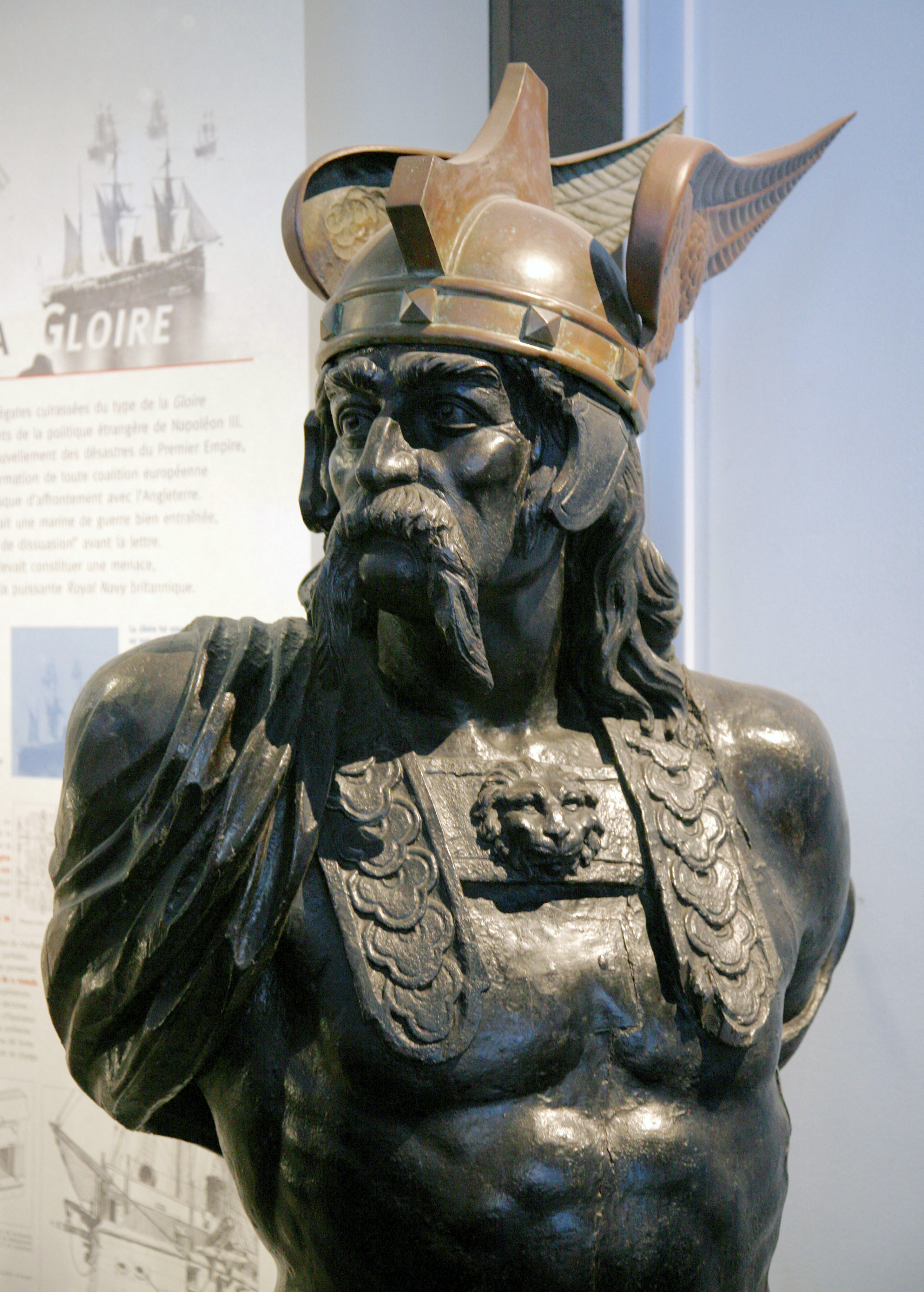
Buste de Brennos provenant de la figure de proue du cuirassé Brennus, Musée national de la Marine. Portrait typique de la fin du XIXe siècle.

Au début du IVe siècle av. J.-C., d'importants groupes celtiques franchissent les Alpes, passent le Pô et occupent l'Étrurie padane. Les groupes celtes qui s'installent forment les premiers Celtes d'Italie. Vers 390 av. J.-C., Brennos assiège la ville étrusque de Clusium. Tite-Live et Plutarque rapportent que Clusium demande l'aide de Rome qui s'allie à ses voisins Étrusques. Brennos décide de marcher sur Rome à la tête de ses troupes. Lorsque le Sénat romain est informé de ces évènements, il lance un appel aux armes à tous les citoyens romains, afin de constituer une armée qui arrête l'avancée gauloise. L'affrontement entre les deux armées a lieu le 18 juillet 390 av. J.-C. sur la rive gauche du Tibre, à l'endroit où s'y jette le modeste affluent appelé Allia, qui donne son nom à la semi-légendaire bataille de l'Allia. La défaite romaine est si grave que le 18 juillet (le Dies Alliensis, le « Jour de l’Allia ») est dès lors considéré comme un jour néfaste dans le calendrier romain. 
Si l'on en croit les auteurs antiques, Tite-Live et Plutarque, Rome est totalement détruite par les hordes celtes et seuls les Romains assiégés sur le Capitole survivent, après sept mois de siège. Selon les données archéologiques et le fait que seul le pillage intéresse alors les Gaulois, il est probable que les principaux monuments de la ville sont pillés et que seuls certains quartiers sont incendiés. Le départ des armées de Brennos est négocié contre une rançon de mille livres d'or. Polybe mentionne quant à lui que les Vénètes envahissent les territoires du nord de l'Italie, forçant les gaulois à négocier cette rançon afin de se replier.
Rome doit faire face à d'autres raids gaulois en 367, 361 et 360 av. J.-C., venant de Celtes installés en Apulie. En 358 av. J.-C., le Latium est de nouveau menacé par une invasion gauloise. La menace que représentent les Gaulois a pu décider les Latins à se tourner vers Rome et lui fournir des troupes.
L'implantation des Celtes dans le Nord de l'Italie a pour conséquence une assimilation culturelle particulièrement observable dans les productions artistiques qui suivirent. Un renouveau se produit dans l'art celtique après ces conquêtes avec le développement de nouveaux styles d'inspiration étrusque et grecque. Les différents groupes celtiques de la Gaule cisalpine sont également nommés dans les sources romaines : Sénons, Boïens, Transpadans, Cénomans, Insubres.

#### Grande Expédition (IIIesiècleav. J.-C.)
Bien intégrés dans les principaux circuits de mercenariat que ce soit avec Carthage ou Syracuse, les mouvements Celtes du IVe siècle av. J.-C. en sont une conséquence directe. La Grèce est déchirée par les guerres des diadoques après la mort d'Alexandre le Grand. Il est tout à fait probable que des groupes mercenaires celtiques aient été engagés dans ces combats. En 281 av. J.-C., Lysimaque roi de Thrace et de Macédoine meurt, et son royaume est affaibli.

Mouvements des groupes celtes de la Grande Expédition.

Dès 280 av. J.-C., trois armées celtiques se mettent en marche. La première, conduite par Kérethrios, attaque la Thrace à l'est. La seconde, commandée par Brennos et Akichorios, attaque par le centre et envahit la Dardanie et la Péonie. La troisième, dirigée par Bolgios, attaque la Macédoine par l’Ouest. Ptolémée Kéraunos, le nouveau roi de Macédoine, subit une importante défaite et est décapité. Pourtant, malgré ce début de campagne prometteur, cette première armée s’arrête à cette victoire et fait demi-tour. 
L'armée de Brennos et Akichorios attaque le sanctuaires de Delphes mais échoue. L'armée se replie vers la Thrace et Brennos se suicide. Après l’invasion de l’est de l’Étolie, le groupe celte parti envahir la Grèce est expulsé par Antigone II Gonatas lors de la bataille de Lysimacheia en 277 av. J.-C.. Les rescapés de cette bataille créent la fédération des Scordiques.
La fin de la Grande Expédition laisse plusieurs dizaines de milliers de militaires en Grèce et ceux-ci ne tardent pas à être engagés comme mercenaires par les souverains hellénistiques. Une autre partie de l’armée fonde en 277, aux portes de Byzance, le royaume de Tylis. Les contingents de Léonorios et Lutorios sont invités par Nicomède IV à traverser le Bosphore afin de rejoindre l'Asie Mineure et investir un territoire qui constituera le noyau des Galates. Ces derniers forment la Koinon Galaton (Communauté des Galates) qui s'intègre activement dans le mercenariat et participe aux différents conflits comme la première guerre syrienne. En 241 av. J.-C., Attale Ier, roi de Pergame, s'oppose aux tributs imposés par les Galates et les repousse. Les communautés galates s'héllenisent progressivement à partir de cette date. 

#### Perte de la Gaule Cisalpine (IIIe–IIesiècleav. J.-C.)

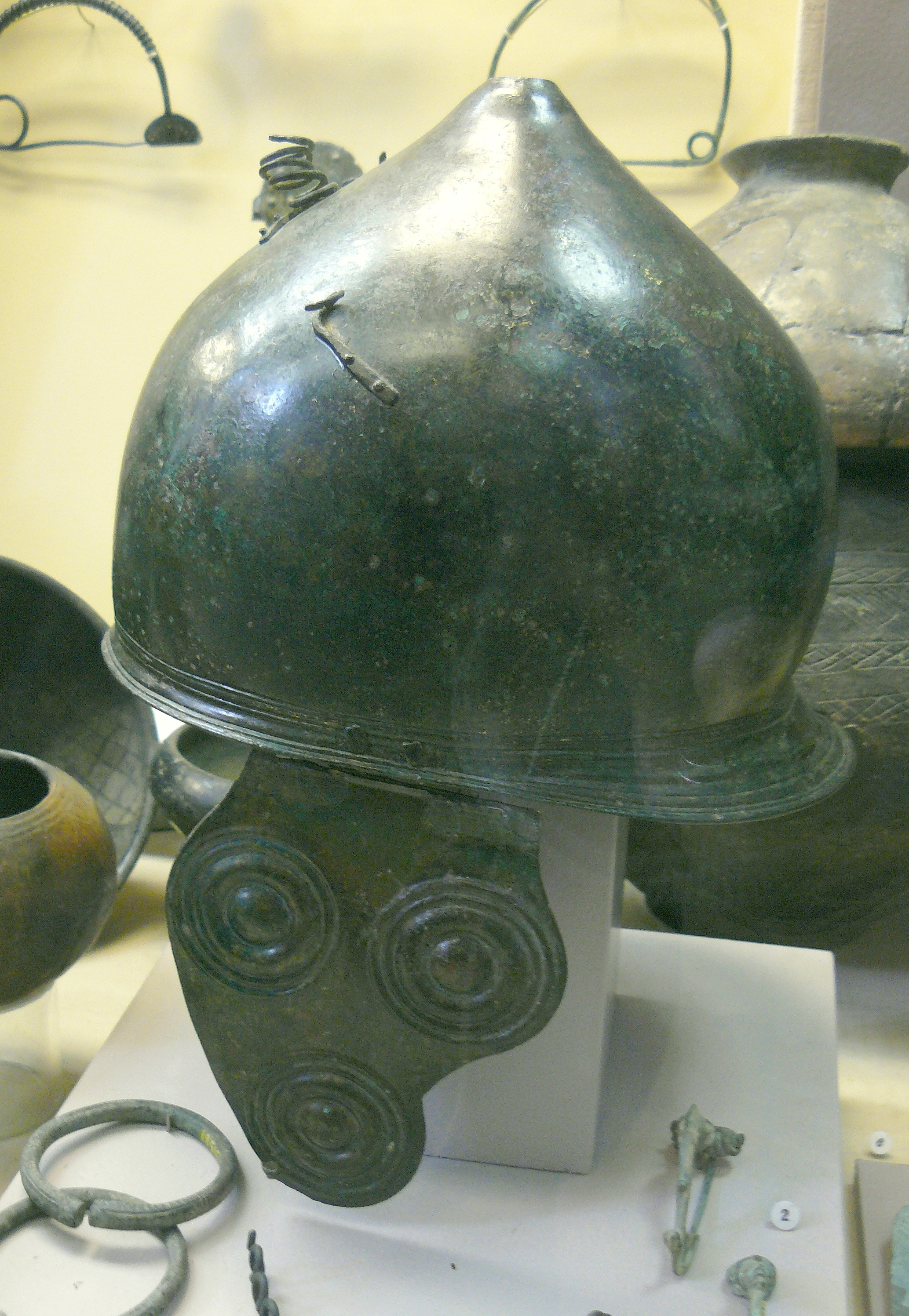
Casque gaulois cisalpin en bronze.

Le traité de paix établi en -331 entre Rome et les Gaulois prend fin en -299, lorsque les Gaulois acceptent de participer à la troisième guerre samnite aux côtes des Étrusques. La coalition est défaite par les Romains à la bataille de Sentinum en -295. Malgré cette défaite à laquelle sont associés les Sénons, les Celtes de Gaule cisalpine parviennent à contenir les Romains au prix des bataille d'Arretium en -284 et du lac Vadimon en -283,. Rome parvient à repousser les Sénons de leur territoire, mais ils ne parviennent pas à en assurer l'occupation définitive avant -268.
La période de paix prend fin à la suite d'un conflit intérieur chez les Boïens en -238. L'armée mène un siège devant Ariminum qui échoue en -236. Les intentions hostiles de Rome pousse la Gaule Cisalpine à former une coalition vers -233,. En -225, les préparatifs militaires s'achèvent et l'armée coalisée descend vers le sud avec 50.000 fantassins et 20.000 cavaliers et chars de guerre. Ces derniers remportent la bataille de Fiesole, mais l'armée coalisée subit ensuite une défaite sanglante au Cap Télamon,. En -224, les légions romaines investissent le territoire des Boïens, qui capitulent. En -223/-222, les Insubres sont défaits à la bataille de Clastidium. En -222, Publius Cornélius Scipion et Marcus Claudius Marcellus prennent Mediolanum, après avoir tué le chef des Gésates Viridomar, et obtiennent la reddition des Insubres.
Malgré ces succès militaires, la République romaine n'a pas totalement soumis la Cisalpine. Une grande partie des gaulois s'allient à Carthage lors de la deuxième guerre punique. Les troupes gauloises constituent après cela une composante importante des effectifs de l'armée carthaginoise en mouvement et se retrouvent en première ligne à la bataille de Cannes en -216. Après cette bataille, les Boïens remportent une nouvelle victoire lors de la bataille de Litana Sylva. La défaite lors de la bataille du Métaure marque un tournant et le début de dix ans de conflits pour le contrôle de la Padanie. La défaite sanglante lors de la bataille de Crémone les force à se replier et se soumettre en -197. La soumission est complète en -191. Dès lors, la Gaule cisalpine tombe sous la dépendance de la République romaine qui renforce ses mesures de romanisation. Les populations celtes sont déplacées et dans certains cas disparaissent au profit d'une nouvelle population romaine. 

#### Réimplantation en Gaule (IVe–IIIesiècleav. J.-C.)
Après un important dépeuplement celte des zones septentrionales de la Gaule au Ve siècle av. J.-C., d'importants mouvements migratoires et militaires provoquent une réimplantation conséquente des peuples Celtes, provenant majoritairement du bassin danubien, au début du IIIe siècle av. J.-C.. Dans le sud de la Gaule, aussi appelée Gaule narbonnaise, trois nouvelles formations militaires gauloises s'implantent durablement : les Volques, les Avernes et les Allobroges. Ces trois nouvelles formations militaires gauloises ont comme élément fédérateur des formations militaires très mobiles recrutées à la fin du IVe siècle av. J.-C. dans d'autres régions du monde celtique afin de constituer des forces mercenaires ou intégrer des expéditions militaires comme la Grande Expédition.
Dans le nord de la Gaule, aussi appelée Gaule belgique, de petits groupes migratoires s'installent au IIIe siècle av. J.-C. sur des sites précédemment abandonnés. L'occupation y est durable et s'étend jusqu'en Atlantique. Des influences et des indices laissent supposer que l'impulsion de ce mouvement de population se prolonge jusque dans les Îles Britanniques. Ces groupes ne supplantent toutefois pas tous les noyaux celtiques qui n'ont pas été dépeuplés comme c'est le cas des Rèmes ou les peuples d'Armorique et dont l'occupation est discontinue depuis le Ve siècle av. J.-C.. Dans le cas des Helvètes, les mouvements migratoires sont à l'origine de restructuration des peuplements et des territoires. 

#### Expansion en péninsule ibériques (IIIe–IIesiècleav. J.-C.)

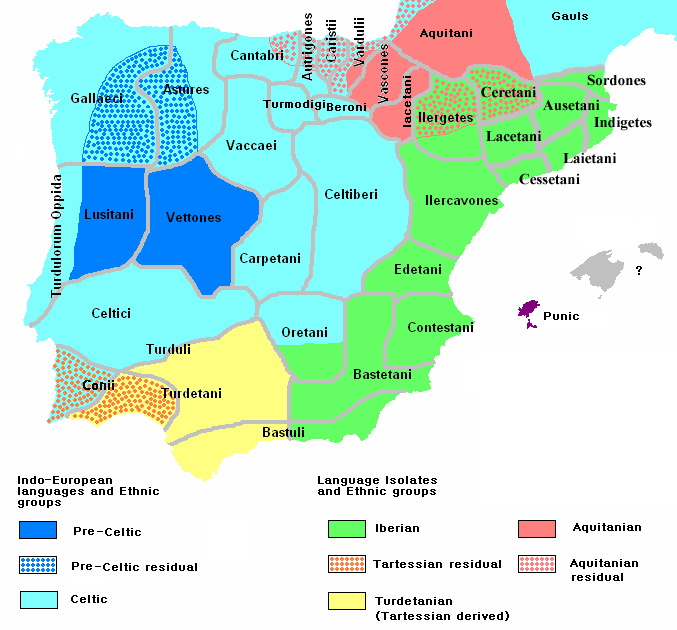
La péninsule Ibérique vers 200 av. J.-C.

L’arrivée des Celtes en péninsule Ibérique est antérieure à la période laténienne. Les populations celtophones qui occupent la péninsule Ibérique depuis le sud du Portugal jusqu'au Pays basque sont le résultat d'un long processus de celtisation favorisé par le caractère mobile de ces populations. On parle de Celtibères, car nommé comme cela par les Romains, mais le concept de Celtibères est encore l'objet de discussion chez les spécialistes puisque leur implantation ne correspond ni au modèle hallstatien ni au modèle laténien. Les Celtibères seraient dès lors à relier à une culture archéologique plus ancienne, celle du complexe des champs d'urnes et à un groupe proto-celtique déjà implanté au IIe millénaire av. J.-C. à partir duquel s'appuient les peuplement ultérieurs.
Les apports laténiens ne s'observent qu'à partir de la première moitié du IIIe siècle av. J.-C., par l'influence de l'implantation des Volques en Gaule. Les contacts se renforcent en parallèle de l'essor du mercenariat auquel les peuples celtes et celtibères participent, notamment avec Carthage. Le modèle des oppida étendus se généralise à partir de cette période, supplantant au modèle urbain des castro. Ce sont ces nouveaux espaces fortifiés que rencontrent les Carthaginois et les Romains. En effet, à partir de 237 av. J.-C., la Carthage se lance dans la conquête de la péninsule ibérique qui provoque par la suite le déclenchement de la deuxième guerre punique. Les Celtibères servent le plus souvent d'alliés ou de mercenaires dans ce conflit. Cependant, après la perte de la guerre, Rome prend possession des territoires et se lance dans la conquête romaine de la péninsule Ibérique, et traversent les Alpes dans les forces mixtes sous le commandement d'Hannibal. Sous Scipion l'Africain, les Romains réussissent à sécuriser des alliances et à changer les allégeances de nombreuses tribus celtibères, en utilisant ces guerriers alliés contre les forces carthaginoises et leurs alliés en Espagne. Après le conflit, Rome prend possession de l'empire punique en Espagne, et certains Celtibères défient bientôt la nouvelle puissance dominante qui se profile aux frontières de son territoire. Les Celtibères sont en grande partie conquis en 83 av. J.-C. et les derniers groupes indépendants se soumettent en 26 av. J.-C. face à l'armée d'Auguste.

### Essor des oppida et fin de la culture laténienne (IIe–Iersiècleav. J.-C.)
Les premières interprétations attribuaient la naissance des oppida à deux événements majeurs : la création de la province de Narbonnaise et les incursions germaniques de la fin du IIe siècle av. J.-C. Les villes romaines auraient servi de modèle, tandis que la menace extérieure aurait incité les populations à se regrouper sur des sites fortifiés. Les recherches archéologiques récentes nuancent cette vision. Le processus de la naissance des oppida celtiques est un processus long qui constitue l'aboutissement d'une mutation de l'organisation sociale et débute au IIIe siècle av. J.-C. avec une forte expansion de son réseau durant le IIe siècle av. J.-C..
L’apparition et le développement des oppida marquent une profonde transformation de la société celtique. L’oppidum devient le pôle religieux, politique, administratif et économique d’un territoire, autour duquel s’organise désormais la société. L’habitat rural se réorganise : les villages traditionnels disparaissent au profit de fermes isolées et de vici, spécialisés dans la production artisanale ou l’échange. L’artisanat se développe, avec une production en série d’objets de qualité, une spécialisation accrue et des innovations techniques.
Ce modèle rompt avec l’ancienne structure fondée sur les clans et les confédérations tribales : la cohésion ne repose plus sur la parenté mais sur des impératifs économiques et sociaux à l’échelle de la civitas. Au Ier siècle av. J.-C., le degré de développement de ces cités varie : certaines, comme les Éduens ou les Boïens, ont un système pleinement élaboré ; d’autres restent embryonnaires. En Gaule, l’organisation en cités sera consolidée par l’administration romaine, qui y voit un outil de contrôle efficace.
Au Ier siècle av. J.-C., les cités celtiques, à leur apogée, sont fragilisées par les rivalités internes et les ambitions expansionnistes de leurs aristocraties. Ce système, concentré autour des oppida, repose sur une élite peu nombreuse : la prise d’un centre fortifié entraîne souvent la chute de toute la cité. En Gaule, le réseau d'oppida facilite sa conquête lors de la guerre des Gaules.
La fin de la période de La Tène est marquée par le début du principat d'Auguste en 29 av. J.-C. En effet, si la guerre des Gaules (entre 58 et 51 av. J.-C.) marque le basculement des peuples de Gaule interne dans l'orbite romaine, les archéologues considèrent généralement que les véritables changements culturels n'auront lieu qu'une génération plus tard à partir du règne d'Auguste et de la réorganisation administrative des Gaules. Dans les îles Britanniques, les archéologues font même descendre la civilisation laténienne au moins jusqu'en 43 apr. J.-C., date du début de la conquête de l'île.

## Archéologie

### Traits distinctifs

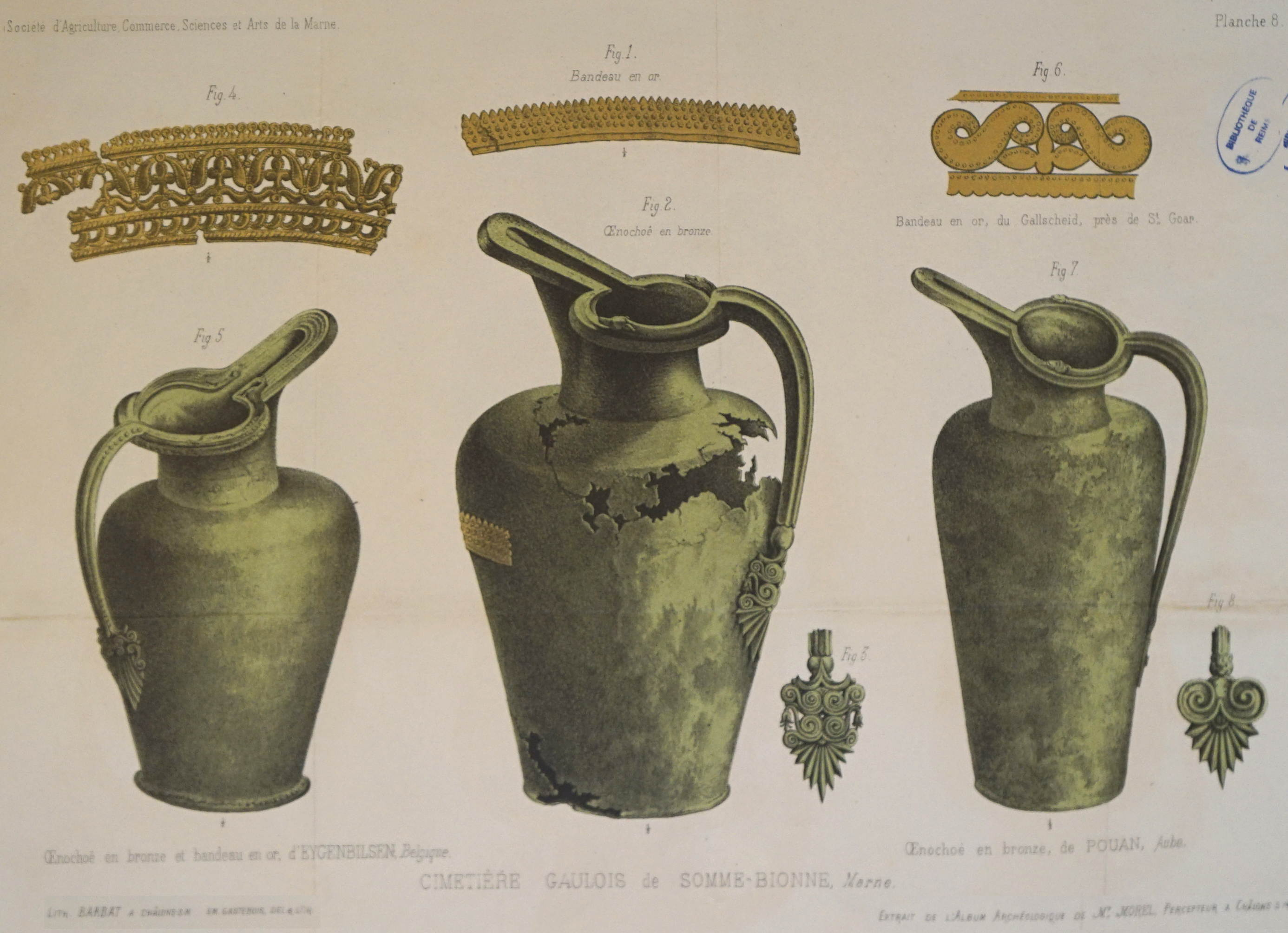
Œnochoés étrusques découverts dans des tombes du nord de la Gaule.

Dans les sépultures, de nouvelles formes de parures apparaissent : fibules aux styles variés sensibles aux modes, colliers annulaires avec extrémités en tampons, et objets décorés au répertoire inédit par rapport à l’art hallstattien. Ces éléments montrent l’émergence d’un style artistique propre à La Tène, caractérisé par un ornement végétalisant et parfois zoomorphe, dérivé de modèles orientaux et italiques. Le service à boisson apparait dans les éléments des rites funéraires. 
L'armement est un autre domaine révélateur de la culture laténienne. On assiste à la réintroduction de l’épée longue à lame droite, souvent interprétée comme arme de cavalerie. Ces épées, équipées de fourreaux métalliques richement décorés reprennent des thèmes orientaux et italiques. La cohabitation, dans certaines régions comme la Marne, entre épées longues laténiennes et épées courtes plus anciennes illustre la transition progressive des pratiques de combat. Cependant, ces armes restent minoritaires : dans les nécropoles champenoises, seuls 20 % des guerriers possèdent une épée, tandis que la majorité est équipée d’un coutelas recourbé à tranchant unique, plus polyvalent. La lance ou le javelot est l’arme la plus répandue, avec parfois plusieurs pointes par tombe. L’armement défensif – casques, boucliers – est rare, souvent en matériaux périssables, ce qui suggère un système de combat fondé sur l’action individuelle d’une élite montée (chars ou chevaux), soutenue par une infanterie légère.
La céramique laténienne, commune aux habitats et aux sépultures, reflète nettement les apports méditerranéens. En Europe centrale, les céramiques tournées, décorées d’estampages ou de gravures inspirées de la culture des situles et de la tradition italique, montrent l’assimilation rapide de modèles méridionaux. Ces poteries, parfois finies au compas ou décorées de motifs figurés, reproduisent parfois les décors des vases métalliques prestigieux.

### Répartition géographique et foyers culturels

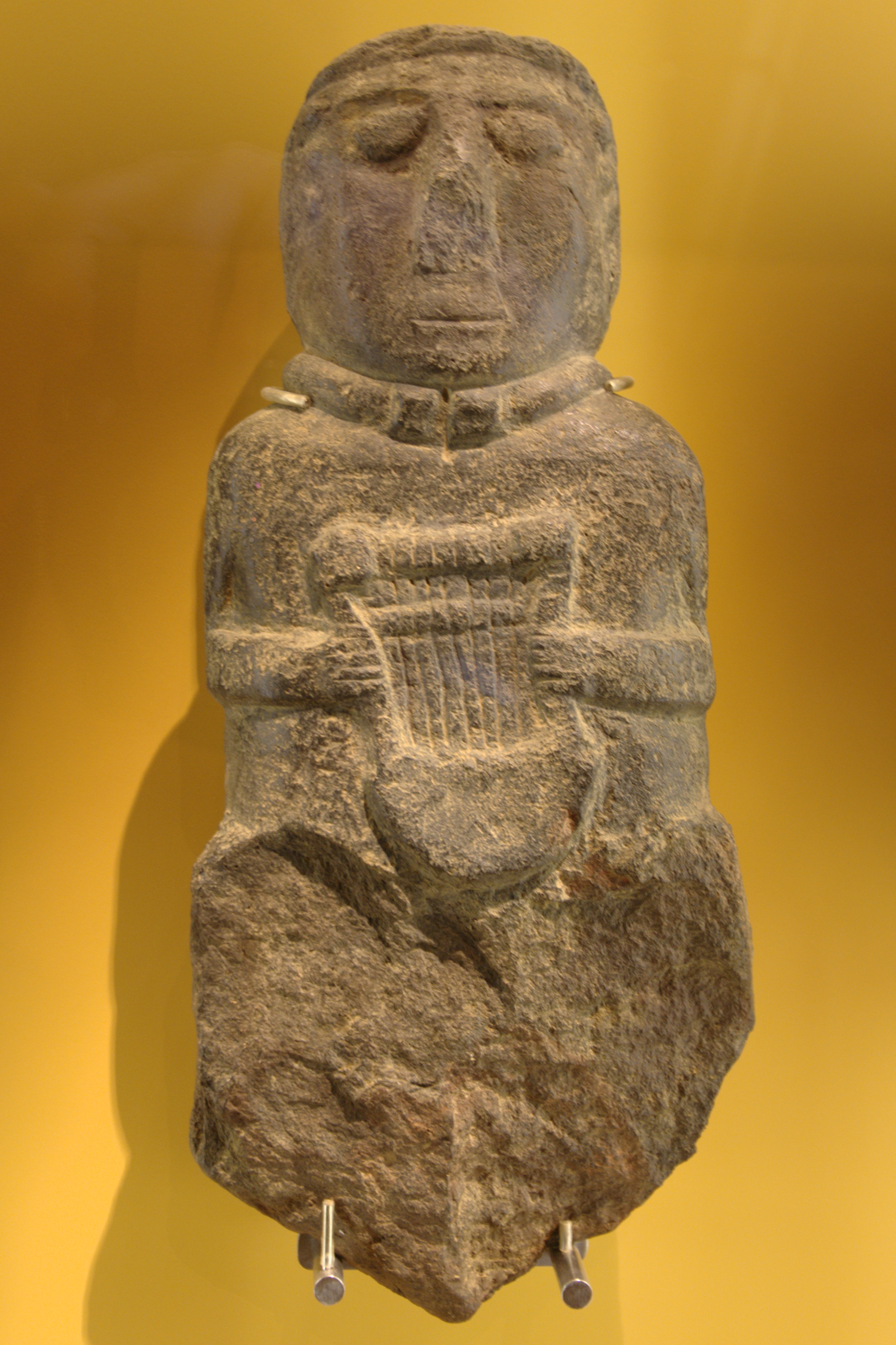
Statue de barde datant de La Tène, découverte lors de fouilles de la forteresse de Paule.

L'aire de diffusion de la culture de La Tène est vaste mais inégale. Elle s'étend de l’Atlantique jusqu’aux Carpathes, en passant par les zones danubiennes (Autriche, Bohême, Bavière), où les influences italiennes ont été assimilées très précocement. Le groupe oriental de Sopron et du Burgenland, révélé par des fouilles récentes, montre l’émergence autonome d’un foyer original, à la croisée des influences hallstattiennes et laténiennes, mais ancré dans un contexte parfois non celtique.
Des régions se distinguent comme les nouveaux centres de la civilisation celtique au Ve siècle : la Rhénanie (culture du Hunsrück-Eifel), la Bohême, la Champagne et les Ardennes. Une lente évolution se produit dans les coutumes et les productions. On trouve le stamnos étrusque (vase contenant le vin pur) dans les tombes riches du Ve siècle, à la Motte-Saint-Valentin (Haute-Marne) ou à Altrier (Luxembourg). Le miroir importé d’Étrurie, ou son imitation, est fréquent dans les sépultures féminines (Uetliberg, près de Zurich, la Motte-Saint-Valentin). Les mobiliers funéraires laissent entrevoir une moindre disparité sociale entre les puissants et le reste du peuple. Les importations méditerranéennes baissent, les bijoux sont moins somptueux. Les sépultures des chefs perdent de leur monumentalité, en conservant leur mobilier type : le poignard de parade fait place à la panoplie guerrière complète, le char à deux roues, plus léger et rapide, remplace le char de parade.
La culture de La Tène se renforce dans la région transalpine et la Suisse dans la seconde moitié du Ve siècle av. J.-C. d'après les vestiges de divers cimetières plats en contraste avec les milieux tumulaires antérieurs, indiquant le potentiel départ des populations hallstatienne peu avant cette période. 

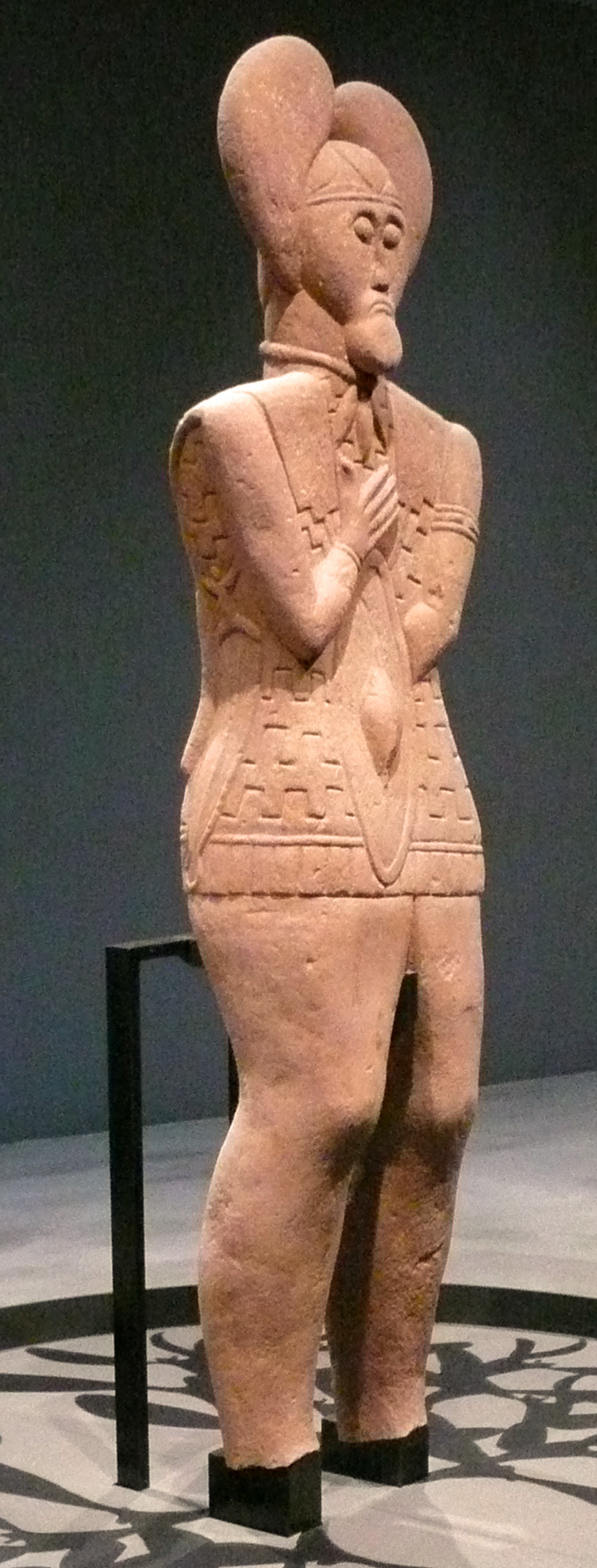
Guerrier ou druide du Glauberg

En Champagne, les vastes cimetières du second âge du fer comportent, signe d’un peuplement dense, des tombes plates sans tumulus, creusées dans le sol crayeux. Les tessons de céramique retrouvés présentent des caractères régionaux « marniens » (vase de la Cheppe). Des œnochoés étrusques (Somme-Bionne, Somme-Tourbe, Eigenbilzen et Sept-Saulx) attestent des relations avec l’Étrurie. Les hommes les plus importants sont inhumés sur leur char à deux roues, généralement armés, et portent un casque pointu en bronze. Plus nombreux, les fantassins ne gardent que leurs armes : épées, lances et javelots. Les femmes ont des agrafes de ceinture, des fibules, des bijoux comme le torque, qui, porté dès l’adolescence, parait investi d’une signification sacrée. Le Ve siècle et le début du IVe siècle jouissent d’une grande stabilité, sensible dans les productions. La société semble assez égalitaire. La prédominance nette des tombes féminines marque cependant le départ progressif des hommes[réf. nécessaire].

La Moselle et le Rhin moyen se distinguent par la présence de sépultures tumulaires princières ornées d’objets de prestige en métaux précieux et importations méditerranéennes. En Bade-Wurtemberg, le déclin aristocratique hallstattien est marqué, cependant le tumulus princier de Kleinaspergle (en) présente la continuation de cette élite durant la période laténienne. Glauberg est quant à lui un complexe funéraire monumental, avec sépultures de notables, objets de prestige et statuaire anthropomorphe, il marque l’extension nordique du phénomène princier laténien.

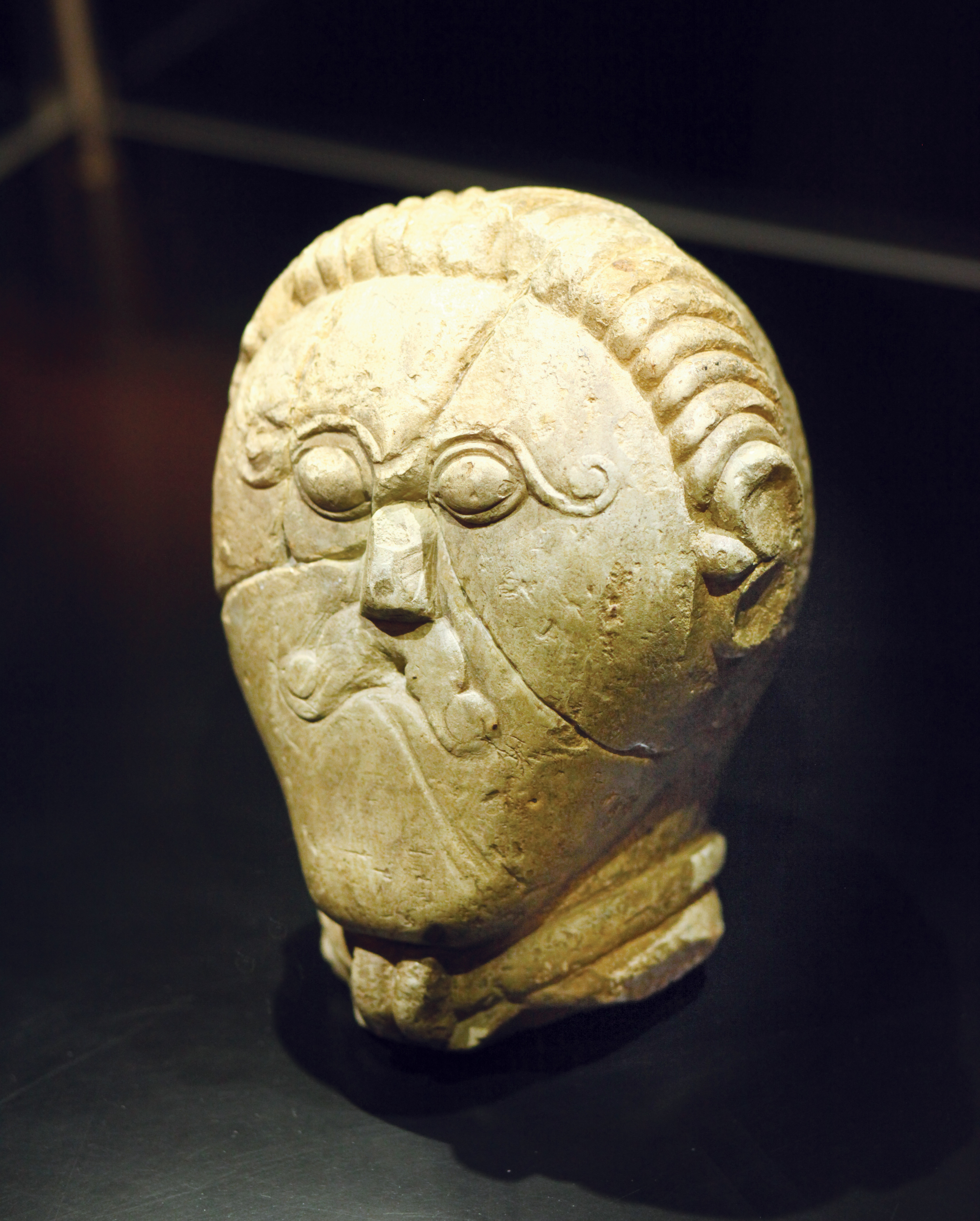
Le Héros celtique de Bohême ou Tête de Mšecké Žehrovice.

En Bavière, les nécropoles tumulaires présentent une transition progressive, avec un mobilier plus modeste mais cohérent : fibules, armes et éléments céramiques illustrent une évolution culturelle continue. Thuringe, située à la marge nord de l’aire celtique, est un foyer très actif au Ve siècle av. J.-C. et présente plusieurs vestiges et objets archéologiques caractéristiques de cette évolution culturelle continue.
En Bohême, dans un milieu de culture lusacienne, coexistent des sépultures hybrides et birituelles, reprenant d'une part des caractéristiques laténiennes et d'une autre la pratique de la crémation. Des tombes plates et tumulaires sont progressivement introduites, en parallèle d'objets en métal et en céramique. La mutation culturelle s'effectue en coexistence pacifique. Les sites alpins de Hallstatt et du Dürnberg, liés à l’exploitation du sel, restent actifs. Ils livrent des sépultures laténiennes riches, intégrant iconographie, armement et objets de prestige. L’art des situles y joue un rôle formateur dans l’émergence de l’art laténien.
Autour du lac de Neusiedl, des nécropoles riches témoignent d’une présence celtique précoce et métissée, marquée par des influences orientales. Ces zones constituent l’extrémité orientale de l’aire laténienne initiale et l’un des foyers de son expansion vers les Carpates au IVe siècle.

## Société

### Habitats et économie
Les agglomérations les plus spectaculaires constituées d'habitats fortifiés en hauteurs sont considérés comme des sites de résidences dynastiques, ou en tout cas d'importance car placés stratégiquement afin d'appuyer les voies commerciales. L'oppidum de Závist, daté du Ve siècle possède une extension qui tendent à indiquer un centre religieux et économique d'un territoire plus étendu et densément peuplé, et pas une simple résidence dynastique locale. Malheureusement, dans la plupart des cas, la nature exacte des constructions reste incertaine et ce modèle d'agglomération fortifiée n'est pas commun à l'ensemble du monde laténien. On le retrouve sur des sites comme au Mont Kemmel, en Rhénanie, en Suisse, dans le Jura, dans le Bade-Wurtemberg, en Thuringe et en Bohème.
Le type d'habitat le plus répandu est la petite agglomération rurale entourée d'un enclos de bois et dont le nombre de constructions varie fortement. Cela correspond à un type d'habitant regroupant plusieurs familles partageant un statut semblable. Il est possible qu'une hiérarchie compose les unités d'habitation à proximité des agglomérations fortifiées, mais cette interprétation reste délicate. Il reste complexe de déterminer les activités artisanales auxquelles ces habitats sont destinés bien que certains livrent des traces de production métallurgiques. Les données archéologiques sont trop lacunaires pour établir un schéma du fonctionnement économique d'un site. L'activité la plus attestée est l'agriculture de par la présence de nombreux outils, grains et ossements d'animaux domestiques. 
Au IIe siècle av. J.-C., l’apparition et le développement des oppida marquent une profonde transformation de la société celtique. Ces agglomérations fortifiées, véritables centres urbains, ne résultent pas d’un simple emprunt au modèle méditerranéen, mais d’une évolution interne. L'oppidum devient le pôle religieux, politique, administratif et économique d’un territoire, autour duquel s’organise désormais la société. L'organisation politique ne relève plus des clans et des confédérations tribales, mais de modèles centrés sur le pouvoir économique et social détenu par l'aristocratie. Les druides y jouent un rôle prépondérant. 

### Art et religion
Au Ve siècle av. J.-C., l’art laténien marque une rupture stylistique avec la période hallstattienne en abandonnant les formes géométriques et répétitives pour un langage figuratif plus structuré. Bien que cet art semble initialement varié, il repose en réalité sur un répertoire limité de motifs empruntés principalement à l’héritage orientalisant et étrusque, comme la palmette, les fleurs de lotus ou les créatures hybrides. Ces éléments sont transformés de manière cohérente dans l’ensemble du monde laténien, ce qui témoigne d’un système d’idées religieuses partagé, plutôt qu’un simple ornement. Ces motifs ne sont pas copiés mais recomposés pour transmettre un symbolisme précis lié à une divinité dominante. Cette divinité, dont l'identité demeure inconnue, semble liée à l’Arbre de Vie et associée à des symboles tels que le cheval, le bélier, le dragon ou le gui, et elle occupe une place centrale dans l’art religieux de l’époque. Des objets prestigieux comme les cruches à vin lui sont consacrés, et certaines sculptures ou objets funéraires confirment son importance et sa large diffusion. L’utilisation répétée de motifs similaires sur divers supports montre une symbolique maîtrisée et homogène. Les artistes celtes ont ainsi intégré et adapté certains éléments méditerranéens pour en faire des supports d’un message religieux propre à leur culture. Malgré cette transformation visuelle, l’art et la religion laténiens s’inscrivent d'abord dans une continuité conceptuelle avec l’époque hallstattienne. Les motifs fondamentaux comme le cheval, la roue ou le triscèle persistent, et les sanctuaires tels que celui de Zavist témoignent d’une stabilité rituelle à laquelle des mouvements de population se succèdent au IVe siècle.
Au IVe siècle av. J.-C., la conquête étrusque provoque une première très forte évolution artistique intégrant de nouveaux modèles stylistiques d'inspiration étrusque et grecque qualifié de « métamorphose plastique ». Puis au IIIe siècle av. J.-C., l'expansion danubienne provoque à son tour un essor artistique nommé « anti-iconisme » de par l'absence de figuration. 

## Tableau chronologique récapitulatif
| Système de datation archéologique de l'Europe | Chronologie           | Évènements en Europe | Monde hellénistique                            | Monde italico-étrusque | Monde celtique            | Monde celtique                            | Monde celtique                                                                 | Monde celtique                             |
| --------------------------------------------- | --------------------- | --- | ---------------------------------------------- | ---------------------- | ------------------------- | ----------------------------------------- | ------------------------------------------------------------------------------ | ------------------------------------------ |
| Système de datation archéologique de l'Europe | Chronologie           | Évènements en Europe | Monde hellénistique                            | Monde italico-étrusque | Celtes d'Allemagne du Sud | Celtes de la Gaule chevelue / Gaulois     | Celtes d'Europe de l'Est                                                       | Celtes golasecciens / Italie du Nord-Ouest |
| Âge du fer ancien                             | VIe siècle av. J.-C.  | Monarchie romaine (jusqu'en -509) / Fondation de Lattara / Fondation de Massalia (-600) / Bataille d'Alalia (-540)                                                                          | Grèce archaïque                                | Culture étrusque       | Hallstatt D               | Hallstatt moyen à final                   | Hallstatt D                                                                    | Golasecca 2A / 2B                          |
| Âge du fer moyen                              | Ve siècle av. J.-C.   | Première mention des Celtes par Hécatée de Milet et Hérodote | Grèce archaïque                                | Monarchies étrusques   | Hallstatt D/Ha D          | Hallstatt moyen à final /Ha moyen - final | Hallstatt D/Ha D                                                               | Golasecca 2B / 2C                          |
| Âge du fer moyen                              | IVe siècle av. J.-C.  | Sac de Rome (-384) / Bataille de l'Allia / conquêtes d'Alexandre le Grand et extension de la koinè celtique, les Belges arrivent en Gaule belgique / Pythéas parcourt les côtes de la Gaule | Période classique                              | République romaine     | La Tène A                 | La Tène ancienne                          | La Tène A                                                                      | Golasecca III                              |
| Âge du fer moyen                              | IIIe siècle av. J.-C. | Bataille de Sentinum (-295) / Expédition militaire celte par le chef de guerre Brennos contre Delphes (-279)                                                                                | Période hellénistique (jusqu'en 227 av. J.-C.) | République romaine     | La Tène B                 | La Tène ancienne                          | La Tène B                                                                      | La Tène moyen / La tène B                  |
| Âge du fer récent                             | IIe siècle av. J.-C.  | Guerre de Numance (-133) / Victoire romaine sur la coalition celte sur le Rhône des Arvernes et des Allobroges menée par le roi Bituitos (-121)                                             | Grèce romaine                                  | République romaine     | La Tène C                 | La Tène moyenne                           | La Tène C                                                                      | Romanisation de la Celtique Nord-italienne |
| Âge du fer récent                             | Ier siècle av. J.-C.  | Guerre des Gaules (58/50 av. J.-C.) / Création de l'Empire romain (27 av. J.-C.) | Grèce romaine                                  | République romaine     | La Tène D                 | La Tène finale                            | Romanisation de l'Europe celtique orientale et de la Celtique proche-orientale | Province de la république romaine          |

## Sites notables
- Marin-Epagnier
- Berne, Engehalbinsel : oppidum
- Jolimont
- Oppidum de Manching
- Mormont
- Münsingen, champ funéraire
- Petinesca
- Oppidum de Bâles-Münsterhügel
- Bibracte, oppidum des Éduens au mont Beuvray en Bourgogne
- Turicum– Oppidum de Zurich-Lindenhof
- Bopfingen : Viereckschanze, une enceinte rectangulaire caractéristique
- Fellbach-Schmiden, près de Stuttgart : Viereckschanze ; objets rituels récupérés d'un puits
- Kleinaspergle, près de Stuttgart : tombes de l'élite de La Tène I
- char enterré de Waldalgesheim : sépulture princière à char, IVe siècle
- Glauberg, oppidum et tombe de Hallstatt tardive et du début de La Tène
- Dürrnberg : champ funéraire et travaux de terrassement de la fin de Hallstatt – début La Tène
- Donnersberg : oppidum
- Vill près d'Innsbruck : vestiges d'habitations
- Sandberg (en) près de Platt et Roseldorf en Basse Autriche
- Titelberg : oppidum au Luxembourg
- Parc archéologique européen de Bliesbruck-Reinheim : Tombe d'une princesse / prêtresse avec des cadeaux funéraires

Reconstructions de colonies
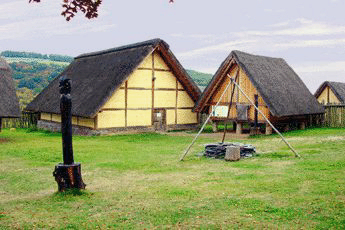
Colonie située à Altburg près de Bundenbach à la fin de la période de La Tène (Ier siècle avant notre ère).
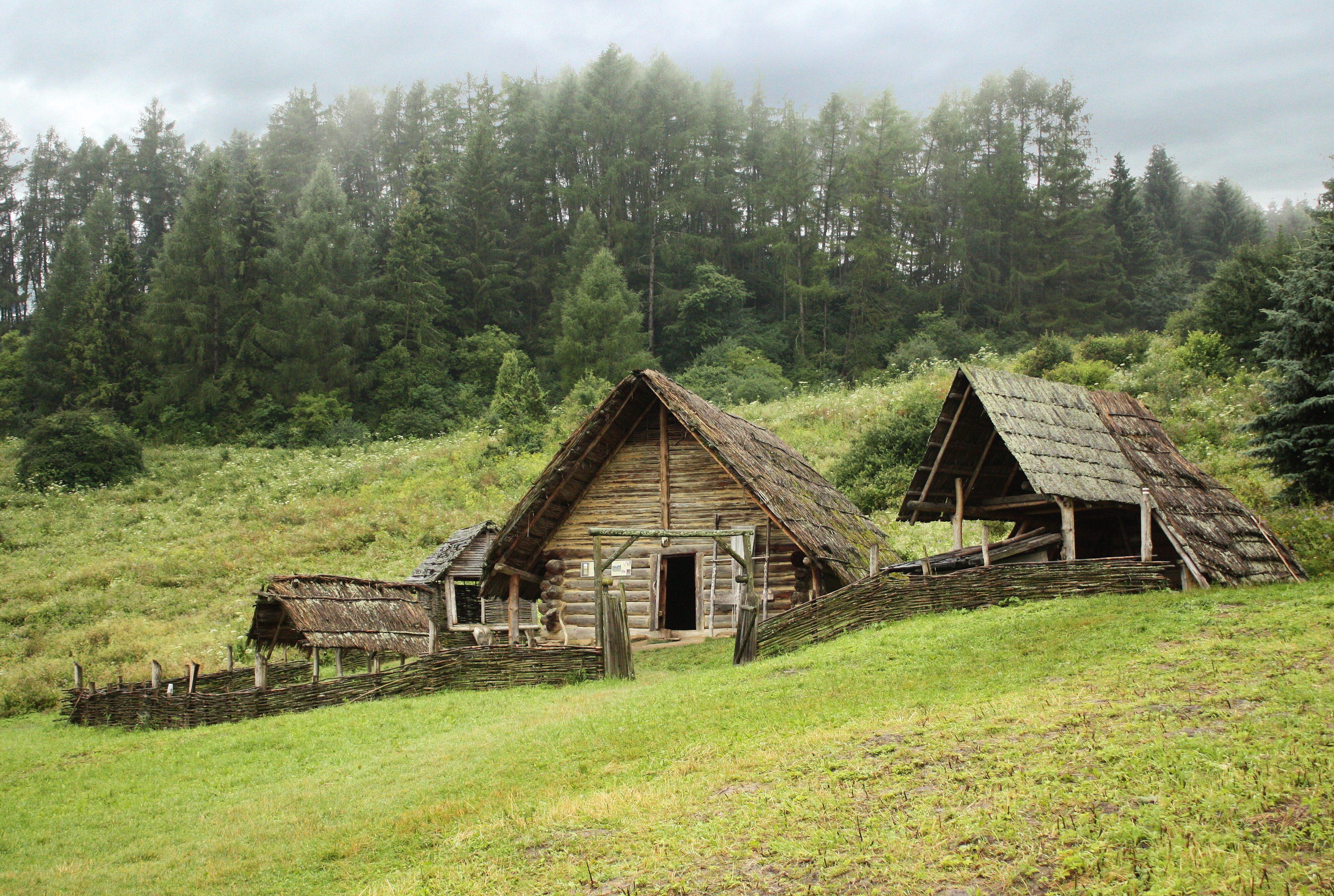
Colonie de la fin de la période de La Tène (IIe / Ier siècles avant notre ère) à Havránok en Slovaquie.

## Militaire
L'armement est un élément important des évolutions de la culture laténienne. La guerre chez les Celtes se professionnalise, avec des participations fréquentes au circuit du mercenariat dans tout le bassin méditerranéen. L'épée celtique est améliorée progressivement depuis le IVe siècle av. J.-C. jusqu'à avoir des dimensions qui se stabilisent au cours du IIIe siècle av. J.-C. Son efficacité remarquable est parfois complétée d'une épée plus courte. Les celtes inventent un dispositif à chaîne métallique pour suspendre le fourreau et garantir une liberté de mouvement importante. Parmi les autres éléments caractéristiques qui se développent lors des premiers mouvements militaires laténien se trouve aussi le long bouclier en bois avec une moulure médiane (spina) est protégée par une pièce métallique qui protège la poignée centrale (l'umbo). La lance est le dernier élément de l'équipement militaire standard du IIIe siècle av. J.-C. Dans de rares cas, des personnages au rang prestigieux se font enterrer avec un casque et une cotte de maille dont l'utilisation est attestée dans les représentations hellénistiques des combats.
- Casque du Waterloo Bridge

#### Bases de données et dictionnaires
- Ressource relative aux beaux-arts :   - Grove Art Online
- Notices dans des dictionnaires ou encyclopédies généralistes :   - Britannica
  - Den Store Danske Encyklopædi
  - Dictionnaire historique de la Suisse
  - Enciclopedia italiana
  - Encyclopédie de l'Ukraine moderne
  - Internetowa encyklopedia PWN
  - Visuotinė lietuvių enciklopedija
- Notices d'autorité :   - BnF (données)
  - IdRef
  - LCCN
  - GND
  - Espagne
  - Israël
  - Tchéquie